# Peta Jensen
Peta Jensen (Zephyrhills, 24 december 1990), is een Amerikaanse pornoactrice.

## Biografie
Op haar 24e werd Jensen in een stripclub gescout door een agent uit de pornoindustrie en gevraagd aan een pornofilm mee te doen. Sinds september 2014 werkte Jensen voor de pornoproducenten Digital Sin, Wicked Pictures, Bang Productions, Pure Play Media en Jules Jordan Video. Ook maakte Jensen pornoscenes voor de websites Brazzers, BangBros en Naughty America.
In 2019 maakte ze bekend dat ze voorgoed zou stoppen met porno, nadat ze getrouwd was en zwanger raakte.

## Filmografie
- 2014:
  - Big Tit Fantasies 4
  - Bra Busters 6
  - Giant Juicy Juggs 4
  - Spin Class Ass 2
- 2015:
  - Beautiful Tits 2
  - Big Tit Creampie 32
  - Big Tits in Sports 16
  - Housewife 1 on 1 40
  - I Love My Cheating Wife
  - I Love My Sister's Big Tits 4
  - Knockout Knockers
  - Lock and Load
  - Stryker
  - Take The Condom Off 1
  - True Detective: a XXX Parody
  - Turbo Sluts
  - World War XXX
  - Young and Delicious 2
- 2016:
  - Bang Bros Invasion 12
  - Breast Intentions
  - Deadly Rain
  - DP Presents
  - Hardcore Heaven 3
  - Hot Wife
  - I Love My Mom's Big Tits 2
  - Monster Cock For Her Little Box 7
  - Orgy Masters 7
  - Sex and Confidence
- 2017:
  - A is For Anna
  - Bang P.O.V. 6
  - Big Boob Workout
  - Finish In My Pussy
  - Giddy Up And Ride Peta Jensen
  - Lesbian Adventures: Strap-On Specialists 11
  - Peta Jensen And Alix Lynx Are Horny Dirty
  - Peta Jensen Licks Her Girlfriend Syren De Mer
  - Peta Jensen Gets A Hot Load on Her Ass
- 2018:
  - Bang Bros Invasion 25
  - Daddy Please 3
  - Do You Like My Titties
  - Double Timing Wives
  - Dream Cum True
  - Crush Girls: Honey Gold
- 2019:
  - Crush Girls: Diamond Foxxx
  - Crush Girls: Kenzie Taylor
  - Crush Girls: Peta Jensen
  - Dirty Masseur 14
  - I Have A Wife 50
  - My Wife's Hot Friend 48
  - Naughty Office 59
- 2020:
  - Best Of Brazzers: Nurse Appreciation Day
  - Best Of Brazzers: Peta Jensen
  - My Sister's Hot Friend 73
  - My Two Wives: Remastered
  - Naughty Office 74
- 2021:
  - American Daydreams 30797
  - Busty MILF
  - Flixxx: Our Holiday Three Way
- 2022:
  - Crowns Of Fury 2
  - Crowns Of Fury 4

## Pornofilmprijzen
- AVN Awards 2016: 
  - Nominatie voor Best Boy/Girl Sex Scene Award met Bill Bailey voor Bra Busters 6
  - Nominatie voor Best Group Sex Scene Award met Adriana Chechik, Aidra Fox, Karlee Grey, Dani Daniels, James Deen, Erik Everhard en Mick Blue voor Orgy Masters 7
  - Nominatie voor Best New Starlet Award
  - Nominatie voor Fan Award: Best Boobs
  - Nominatie voor Fan Award: Hottest Newcomer
  - Nominatie voor Fan Award: Social Media Star
- Spank Bank Awards 2016:
  - Nominatie voor Best Legs
  - Nominatie voor Boobalicious Babe of the Year
  - Nominatie voor Newcummer of the Year
  - Nominatie voor Pussy of the Year
- XBIZ Awards 2016:
  - Nominatie voor Best New Starlet
- AVN Awards 2017:
  - Nominatie voor Best Girl/Girl Sex Scene, Anything He Desires
- Spank Bank Awards 2017:
  - Nominatie voor Boobalicious Babe of the Year
  - Nominatie voor Most Voluptuous Vixen
- XBIZ Awards 2017:
  - Nominatie voor Best Actress voor Parody Release, Storm of Kings
  - Nominatie voor Best Sex Scene voor All-Sex Release, Take the Condom Off 1
  - Nominatie voor Best Sex Scene voor Couples-Themed Release, Anything He Desires
- PornHub Awards 2019:
  - Nominatie voor Best Chest Top Big Tits Performer